# 스겐인

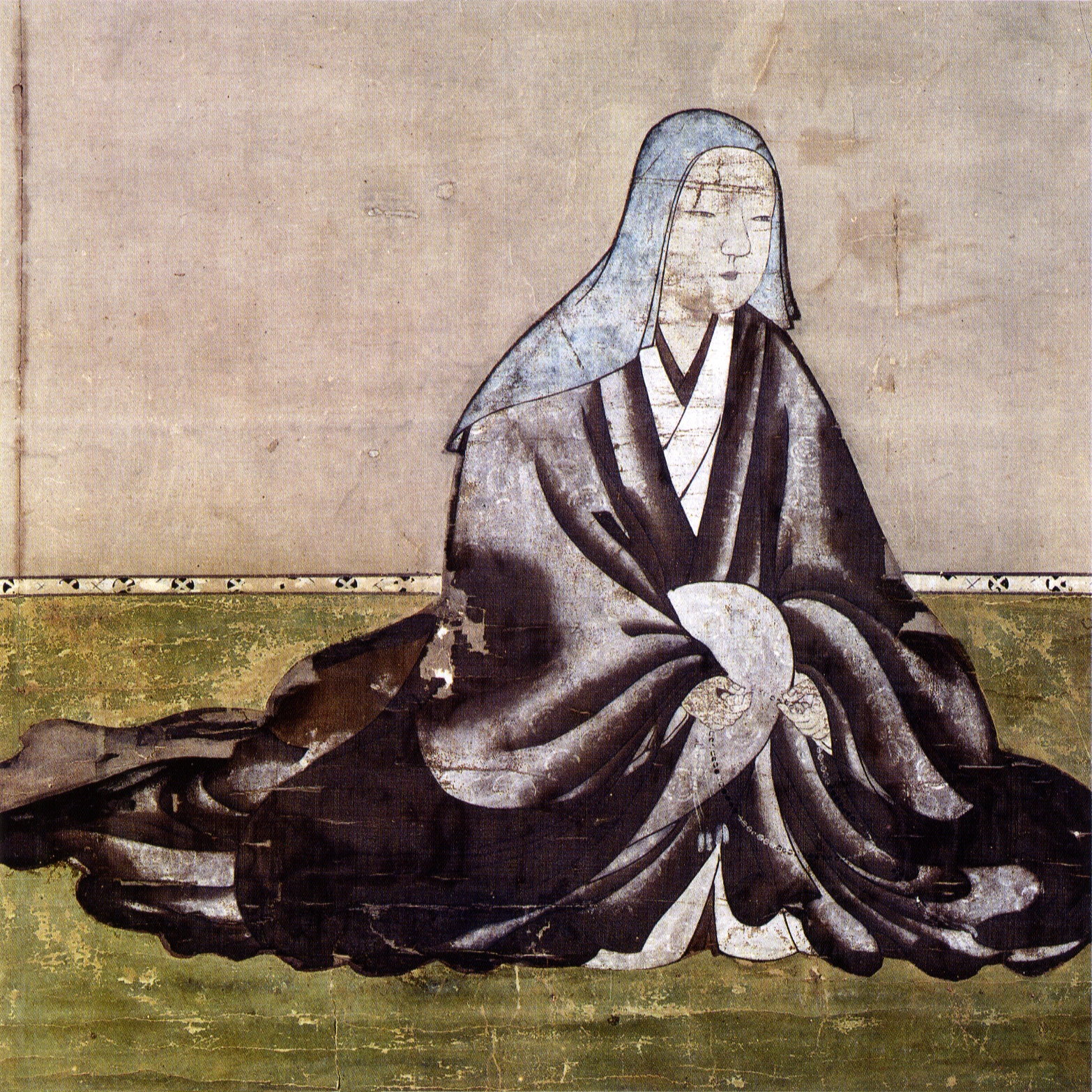
스겐인

스겐인(일본어: 崇源院, 1573년 - 1626년 11월 3일)은 에도 막부 제2대 쇼군인 도쿠가와 히데타다(德川秀忠)의 둘째 부인이다. 아버지는 아자이 나가마사(浅井長政), 어머니는 오다 노부나가(織田信長)의 동생 오이치노 가타(お市の方)이다. 도요토미 히데요시(豐臣秀吉) 측실인 큰언니 요도도노(淀殿; 자차히메), 교고쿠 다카쓰구(京極高次)의 정실인 둘째 언니 죠코인(常高院; 아자이 하쓰(浅井初))와 함께 아자이 3자매로 불린다.
에요(江与) 또는 고우(江/督)라는 이름으로 널리 알려졌지만, 재혼할 때 바꾼 이름일 가능성도 있어 어느 쪽이 올바른 이름인지는 분명하지 않다. 조정에서 종1위의 품계와 함께 「達子(사토코)」라는 이름을 받기도 했다. 태어난 때가 1573년이 아니라는 이설도 있다.

## 생애

### 유년기
아버지 아자이 나가마사의 거성인 오미국(近江国) 오다니 성(小谷城)에서 나가마사의 정실인 오이치의 셋째 딸로 태어났다. 생년월일은 분명치 않으나, 덴쇼 12년(1584년) 12세였다는 기록에 따라 이를 역산한 덴쇼 원년(1573년)에 출생한 것으로 추측된다. 유모는 민부쿄노 쓰보네(民部卿局)이다.
덴쇼 원년 9월 1일 아버지 나가마사와 외숙인 오다 노부나가(織田信長) 사이에 전쟁, 나가마사가 패하여 고다니 성과 목숨을 잃으면서 아자이 가문은 멸망하였다. 그러나 어머니인 오이치, 언니인 차차(茶々), 하쓰(初)를 비롯한 세 자매는 후지카케 나가카쓰(藤掛永勝)에 의해 구출되어 오다 노부카네(織田信包)의 비호 하에 기요스성(清洲城)에서 거처하였다.
덴쇼 10년 오다 노부나가가 가신 아케치 미쓰히데(明智光秀)의 모반으로 혼노지(本能寺)에서 목숨을 잃었다. 같은 해 6월 27일 노부나가의 후계자를 정하는 기요스 회의에서 재혼이 결정된 어머니 오이치가 오다 가문의 가신인 시바타 가쓰이에(柴田勝家)와 혼인하면서 가쓰이에의 거성인 에치젠국(越前国) 기타노쇼 성(北の庄城)으로 거처를 옮겼다. 그러나 이듬해인 덴쇼 11년 (1583년) 가쓰이에는 하시바 히데요시(羽柴秀吉)와의 싸움인 시즈가타케 전투(賤ヶ岳の戦い)에서 패하여 자결하였고, 오이치 또한 남편의 뒤를 따라 스스로 목숨을 끊었다. 그러나 세 자매는 살아남아 히데요시의 보호를 받았다.

### 첫 혼인
오다 노부나가의 차남이었던 오다 노부카쓰(織田信雄)의 가신(家臣)이자 오와리국(尾張國) 지타군(知多郡) 오노(大野)의 영주였던 사지 가즈나리(佐治一成)와 혼인하였다. 가즈나리의 아버지 사지 노부카타(佐治信方)는 오다 노부나가의 또 다른 여동생인 오이누노 가타(お犬の方)의 남편으로, 이러한 혼담의 배경에는 기요스 회의 이후 오와리를 실질적으로 지배하는 노부카쓰를 자신의 편으로 회유하고자 했던 히데요시의 뜻이 반영된 것이라는 설이 있다. 실제로 스겐인과 사지 가즈나리의 구체적인 혼인 시기와 배경을 입증하는 기록은 없으나, 덴쇼 12년 고마키·나가쿠테 전투(長久手の戦い) 당시 사지 가즈나리가 자신의 주군 오다 노부카쓰를 따라 도쿠가와 이에야스(徳川家康)의 편을 들어 히데요시에게 대항하면서 스겐인과 강제로 이혼당하였다는 기록이 남아 있어 두 사람이 부부 관계였음을 추측하는 근거가 되었다. 『바쿠후 부녀 계보(柳営婦女伝系)』,『이귀소전(以貴小伝)』,『옥여기(玉輿記)』 등의 구체적인 기록에 따르면, 전투 당시 사지 가즈나리가 이에야스 측에 나룻배를 제공하면서 히데요시의 분노를 사 아내와 이혼당한 뒤 결국 추방되었다고 한다.
그러나 한편으로 사지 가즈나리의 추방은 히데요시가 아니라 주군인 오다 노부카쓰에 의한 것이라는 설도 있다. 오다 노부카쓰의 또 다른 가신으로 히데요시와 내통하였다가 후일 처형되는 호시자키 성주(星崎城主) 오카다 시게타카(岡田重孝)에게 사지 가즈나리 또한 가담하여 몰래 히데요시의 편을 들었던 것이 발각되는 바람에 오다 노부카쓰에 의해 추방된 것이라는 것이다. 실제로 덴쇼 13년 기록된 『오다 노부카쓰 분한장(織田信雄分限帳)』에 사지 가즈나리의 이름은 없으며, 고마키·나가쿠테 전투 이후의 논공행상 당시에도 언급되지 못하여 이미 그 당시 사지 가즈나리가 오다 노부카쓰의 총애를 잃고 본거지인 오노로 추방된 상태였음을 짐작하게 하고 있다.
근래 돗도리 이케다 가(池田家)에 전해지는 사지 가문의 유서에 따르면 혼담이 오간 시점 또한 오다 노부나가의 생전인 덴쇼 2년이라고도 한다. 덴쇼 2년은 사지 가즈나리의 아버지인 노부카타가 전사하여 노부카타와 혼인하였던 오이누노 가타가 친정인 오다 가문으로 되돌아온 해로, 스겐인과 사지 가즈나리의 혼인은 오다 가문과 사지 가문의 관계를 다시 돈독하게 하기 위해 히데요시가 아닌 노부나가의 뜻에 따른 것이었을 가능성 또한 제기되고 있다. 한편으로는 두 사람 간의 관계는 단지 약혼에 불과했고 실제 혼인 관계는 아니었다는 설도 있다.

### 도요토미 히데카쓰와의 재혼
이후 히데요시의 조카인 단바국(丹波国) 가메야마 성(亀山城)의 성주인 하시바 히데카쓰(羽柴秀勝, 후일 도요토미 히데카쓰)와 재혼하였다. 히데카쓰와의 재혼 시기 또한 불확실하나, 분로쿠(文禄) 원년 또는 히데카쓰가 정식으로 히데요시의 양자가 된 덴쇼 14년(1586년)이라는 설이 지배적이다.
도요토미 히데카쓰는 히데요시의 통일 사업에 앞장서 규슈 정벌, 오다와라 전투(小田原合戦) 등에 참여하여 공을 세웠다. 덴쇼 18년(1590년)에는 도쿠가와 이에야스가 간토(関東) 지방으로 물러나면서 이에야스의 옛 영지였던 가이(甲斐), 시나노(信濃) 지역을 봉토로 받았다. 이듬해인 덴쇼 19년(1591년)에는 기후(岐阜)로 영지를 옮겼으나 스겐인 본인은 교토의 히데카쓰 저택에 머무른 것으로 여겨진다. 히데카쓰는 분로쿠 원년(1592년) 임진왜란(壬辰倭亂) 당시 종군하여 조선 땅을 밟았으나 같은 해 9월에 거제도에서 병사하였다.
두 부부 사이에서는 딸 사다코(完子)가 태어났다. 사다코의 생년월일, 아명은 불투명하나 분로쿠 원년 또는 그 다음해로 추정된다. 스겐인이 도쿠가와 히데타다와 재혼하면서 스겐인의 언니인 요도도노에게 맡겨진 사다코는 후일 간파쿠(関白)가 되는 셋케(摂家) 구조 가문의 당주였던 구조 유키이에(九条幸家)와 혼인하여 종 3위에 올랐다.

### 도쿠가와 히데타다와의 재혼
분로쿠 4년(1595년) 9월 17일 도쿠가와 이에야스의 후계자인 도쿠가와 히데타다(徳川秀忠)와 재혼하였다. 히데타다는 덴쇼 18년 오다 노부카쓰의 딸이자 도요토미 히데요시의 양녀인 오히메(小姫)와 혼약을 맺은 상태였으나 오히메의 요절로 혼사는 흐지부지되었으며, 대신 스겐인이 그의 정실이 되었다. 두 사람 사이에서는 게이쵸 2년(1597년) 태어난 장녀 센히메(千姫)를 시작으로 이에미쓰(家光), 다다나가(忠長)를 비롯한 2남 5녀가 태어났다.
간에이(寛永) 3년(1626년) 에도성(江戸城) 니시노마루(西の丸)에서 향년 54세로 사망하였다.

## 인물상 및 에피소드
- 요도도노(淀殿), 죠코인(常高院)과 더불어 '아자이 3자매(浅井三姉妹)'로 유명하였다. 세 자매 모두 우애가 돈독하고 파란만장한 생애를 겪었으며, 센고쿠 시대 최고의 미녀로 꼽혔던 어머니 오이치를 닮아 미인이었다고 한다.
- 마지막 남편 히데타다와의 혼인 이후, 당시로서는 보기 드물게 히데타다가 정식으로는 단 한 명의 측실도 들이지 않았던 것으로도 유명하였다. 실제로 스겐인은 히데타다보다 연상이었고 혼인 당시에는 오다 노부나가의 조카딸이자 도요토미 히데요시의 양녀로 신분이 높았으므로 히데타다가 이를 존중하여 일부러 측실을 들이지 않았을 것으로도 여겨지나, 스겐인 본인의 매력 또한 상당했을 것으로도 추측이 가능하다.
- 신분이 높고 역사적으로도 중요한 인물임에도 불구하고, 외모나 성격에 대해 구체적으로 언급하는 사료는 적은 편이다. 소설, 드라마 등지에서는 여타 사료에서 간접적으로 언급한 내용이나 남편 히데타다와의 관계에서 유추하여 아름답고 자부심도 강하지만 히스테릭하고 질투 많은 성격의 인물로 그려지는 경우가 많다.
- 차남 다다나가를 지나치게 귀여워하여 장남 이에미쓰와 이에미쓰의 유모 가스가노 쓰보네(春日局)를 괴롭히고 더 나아가 이에미쓰의 후계자 지위조차 박탈하려 계획하였던 악녀, 독한 어머니의 이미지 또한 강하다. 스겐인이 이에미쓰보다 다다나가를 더 사랑했던 이유로는 다다나가가 외숙인 오다 노부나가와 닮은 점이 많아서라는 설도 있다. 또한 다다나가의 정실 쇼코인(오다 마사코)은 오다 노부카쓰의 손녀이기도 하였다. 한편으로는 이에미쓰가 생모인 스겐인보다 유모인 가스가노 쓰보네를 더욱 따라 가스가노 쓰보네의 영향력 증대를 막기 위하여 일부러 더 다다나가를 존중하였다는 주장도 있다.

## 계보
일본 황족 중 스겐인의 후손으로는 다이쇼 천황(마사코의 혈족), 데이메이 황후(사다코, 가쓰히메, 도쿠가와 이에미쓰의 혈족) 등이 있으며 이들의 자식인 쇼와 천황은 스겐인의 자식들의 후손이라 할 수 있다.

### 자녀
도요토미 히데카쓰 사이의 자녀
- 사다코(完子) - 어머니의 재혼으로 요도도노에게 맡겨졌다. 구게(公家)출신인 구조 유키이에(九条幸家)의 정실부인이 되었고 종3위의 품계를 받았다.

도쿠가와 히데타다 사이의 자녀
- 센히메(千姬) - 도요토미 히데요리의 정실.
- 다마히메(珠姬) - 가가번 2대 번주 마에다 도시쓰네의 정실. 3대 번주 마에다 미쓰타카(前田光高)의 생모.
- 가쓰히메(勝姬) - 후쿠이번주 마쓰다이라 다다나오의 정실.
- 하쓰히메(初姬) - 마쓰에번주 교고쿠 다다타카(京極忠高)의 정실.
- 이에미쓰(家光) - 에도 막부 제 3대 쇼군.
- 다다나가(忠長) - 스루가 번주.
- 마사코(和子) - 고미즈노오 천황의 황후. 메이쇼 천황의 모후.

## 관련 작품

### 드라마
- 《고우~공주들의 전국~》 (NHK, 2011년, 배우: 우에노 주리)
- 《사나다마루》 (NHK, 2016년, 배우: 니이즈마 세이코)
- 《어떡할래 이에야스》 (NHK, 2023년, 배우: 마이코)

## 같이 보기
- 미다이도코로
- 도쿠가와 히데타다